# Talang Pemesun
Talang Pemesun is een bestuurslaag in het regentschap Bungo van de provincie Jambi, Indonesië. Talang Pemesun telt 1240 inwoners (volkstelling 2010).